# Liste der Biografien/Griv
Liste der Biografien |
Portal Biografien |
Personensuche
# |
A |
B |
C |
D |
E |
F |
G |
H |
I |
J |
K |
L |
M |
N |
O |
P |
Q |
R |
S |
T |
U |
V |
W |
X |
Y |
Z |
?
 
Ga |
Gb |
Gc |
Gd |
Ge |
Gf |
Gh |
Gi |
Gj |
Gk |
Gl |
Gm |
Gn |
Go |
Gp |
Gq |
Gr |
Gs |
Gu |
Gv |
Gw |
Gy |
Gz
 
Gra |
Grb–Grd |
Gre |
Grg |
Gri |
Grj |
Grk |
Grl |
Grm |
Gro |
Grs |
Gru |
Gry |
Grz
 
Gria |
Grib |
Gric |
Grid |
Grie |
Grif |
Grig |
Grij |
Grik |
Gril |
Grim |
Grin |
Grio |
Grip |
Gris |
Grit |
Griv |
Griw |
Grix |
Griz
Die Liste der Biografien führt alle Personen auf, die in der deutschsprachigen Wikipedia einen Artikel haben. Dieses ist eine Teilliste mit 16 Einträgen von Personen, deren Namen mit den Buchstaben „Griv“ beginnt.

## Griv

### Griva
- Grīva, Māra (* 1989), lettische Weit- und Dreispringerin
- Grivart, Louis (1829–1901), französischer Politiker
- Grivas, Efstratios (* 1966), griechischer Schachspieler
- Grivas, Georgios (1898–1974), griechisch-zypriotischer Widerstandskämpfer und Anführer der EOKAGeorgios Grivas (1898–1974)

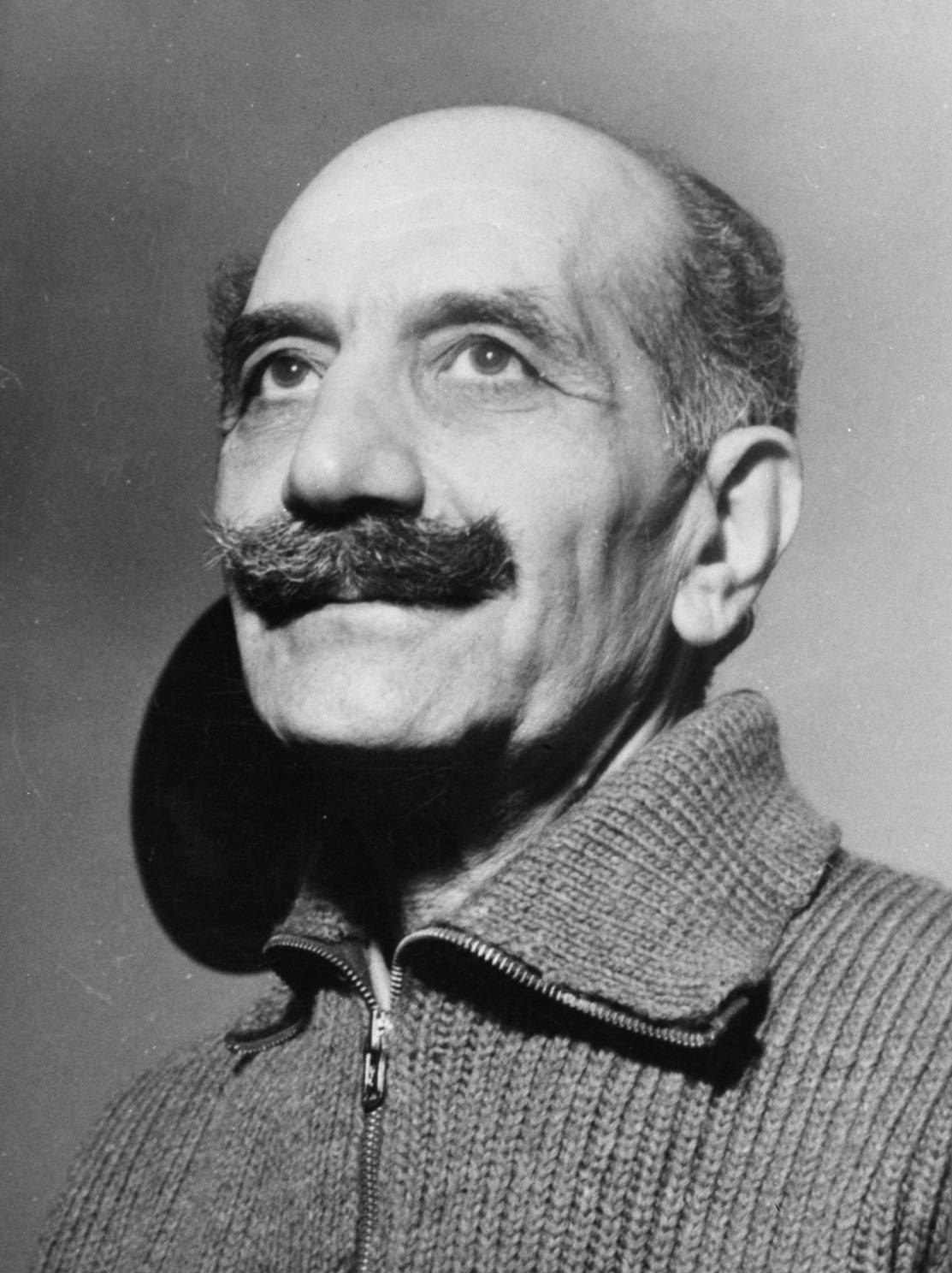
Georgios Grivas (1898–1974)

- Grivas, Ioannis (1923–2016), griechischer Richter und Ministerpräsident
- Grivas, Theodoros (1797–1862), neugriechischer Heerführer und Politiker
- Grivaud de La Vincelle, Claude-Madeleine (1762–1819), französischer Archäologe
- Grivaz, Daniel (1806–1881), Schweizer Politiker und Beamter

### Grive
- Griveaux, Benjamin (* 1977), französischer Politiker (La République en Marche)
- Grivel, Charles (1936–2015), Schweizer Romanist, Französist, Literaturwissenschaftler und Hochschullehrer
- Grivel, Guillaume (1735–1810), französischer Schriftsteller und Jurist
- Grivel, Jean (1560–1624), französischer Jurist
- Grivel, Philippe (* 1964), Schweizer Radrennfahrer
- Grivet, Pierre (1911–1992), französischer Physiker

### Grivo
- Grivolas, Pierre (1823–1906), französischer Landschafts-, Porträt- und Genremaler
- Grivosti, Tom (* 1999), englischer Fußballspieler